# Liggend streepje in de Nederlandse spelling
In de Nederlandse spelling hebben diverse leestekens de vorm van een liggend streepje.
Door typografen wordt het kleinste liggende streepje (-) een divisie genoemd. Het wordt gebruikt voor:
- het afbreekteken
- het koppelteken
- het weglatingsstreepje

Voor andere liggende streepjes wordt meestal een kastlijntje (—) of, nog vaker, een half kastlijntje (–) gebruikt, bijvoorbeeld voor het gedachtestreepje.